# Апинис, Артур Петрович
Артур Петрович Апинис (латыш. Arturs Apinis; 27 января 1904, Елгава — 21 мая 1975, Рига) — латвийский и советский художник, график, иллюстратор и медальер. Профессор Латвийской Академии художеств. Народный художник Латвийской ССР (1974). Общественный деятель.
Автор герба Латвийской ССР (1940).

## Биография

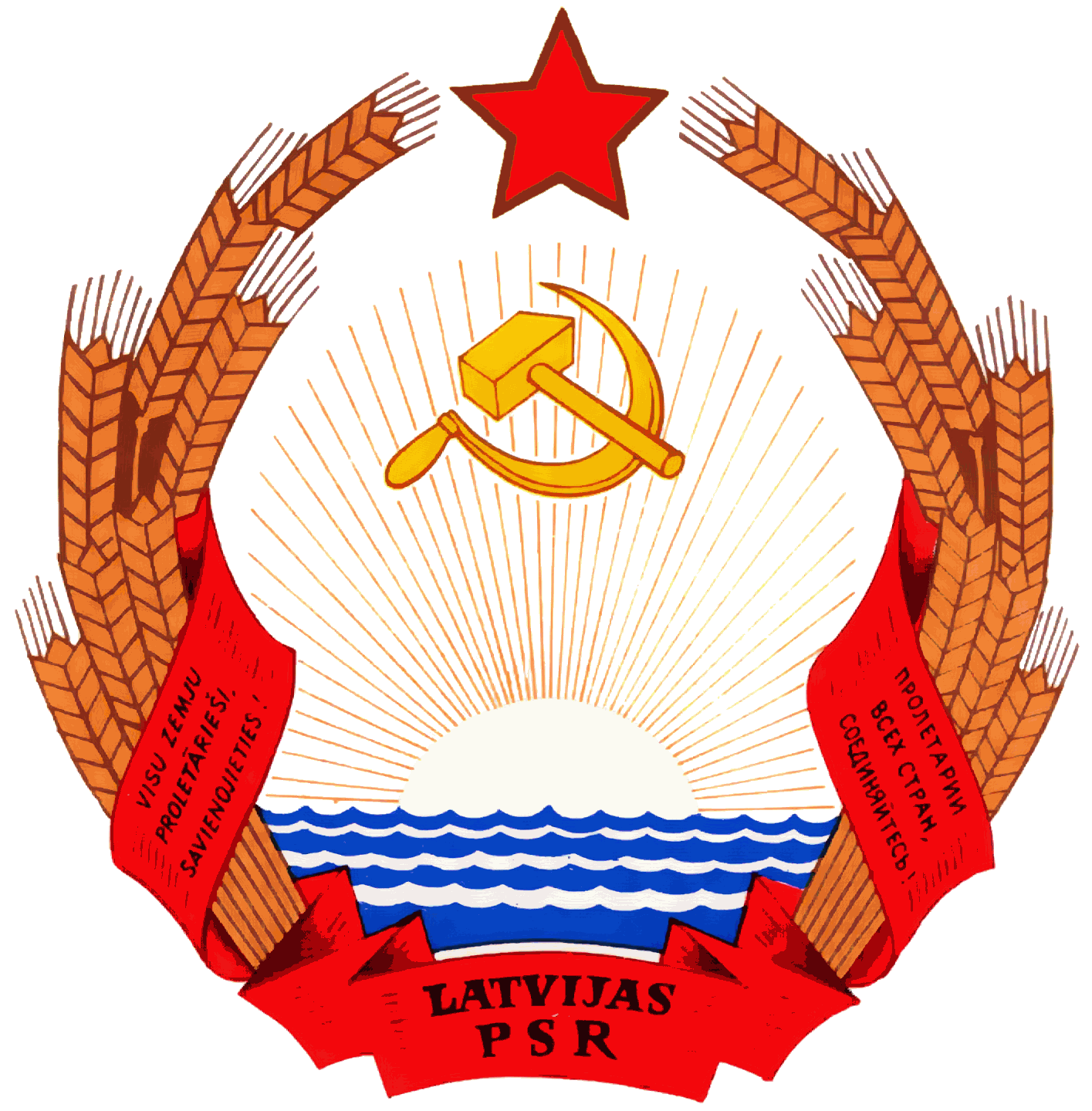
Герб Латвийской ССР.
Художник Артур Апинис.
Проект 1940 года

В 1932 году окончил Латвийскую академию художеств, где учился под руководством Рихарда Зариньша.
С 1928 по 1943 год работал в Государственной типографии Латвии.
С 1944 года — преподаватель Латвийской Академии художеств в Риге..
С 1945 член Союза художников Латвийской ССР.
С 1945 по 1952 год и с 1962 по 1975 год — заведовал факультетом графики Академии Художеств. Профессор — с 1963 года.
Редактор журнала (с 1953 по 1956 год).

## Творчество
С 1928 года Артур Апинис участвовал в ежегодных художественных выставках.
Художник-график, иллюстратор,  мастер книжной графики. Работал, в основном, в технике травления и литографии.
В 1940 году создал Герб Латвийской ССР,  который 50 лет был государственным символом  Латвийской Советской Социалистической Республики.
Художник Артур Апинис работал над  художественным решением  почётных грамот, дипломов, медалей, и почтовых марок. Медаль «25 лет Советской Латвии», была создана в 1965 году, в соавторстве со своей бывшей ученицей — Валентиной Зейле..

## Избранные работы
- Иллюстрации к «Полному собранию сочинений» Райниса  (1947-1951)
- Иллюстрации  и художественно-графическое решение книги: Александр Сергеевич Пушкин «Медный всадник»  (на латышском языке), Рига, 1949 год.
- Иллюстрации  и художественно-графическое  решение книги: Александр Сергеевич Пушкин «Капитанская дочка»  (на латышском языке), Рига, 1949 год.
- Иллюстрации  и художественно-графическое  решение книги: Райнис «Короткие рассказы»  (на латышском языке), Рига, 1950 год.
- Иллюстрации  и художественно-графическое решение книги: Ян Судрабкалн «Избранное»  («Izlase»), 1954 год.[9]
- Иллюстрации  и художественно-графическое  решение книги: Александр Блок «Соловьиный сад» (на латышском языке), Рига, 1960 год.
- Иллюстрации к «Полному собранию сочинений» Яниса Гротса (1968-1974)
- Иллюстрации  и художественно-графическое  решение книг: Льва Толстого, С. Н. Сергеева-Ценского, Сервантеса и других.

## Примечания

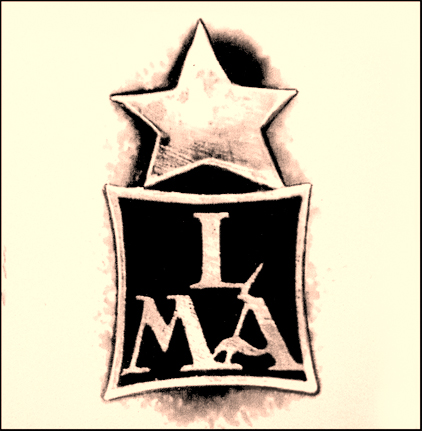
Значок, 1940 год.
Академии Художеств Латвийской ССР.
Художник А. Апинис

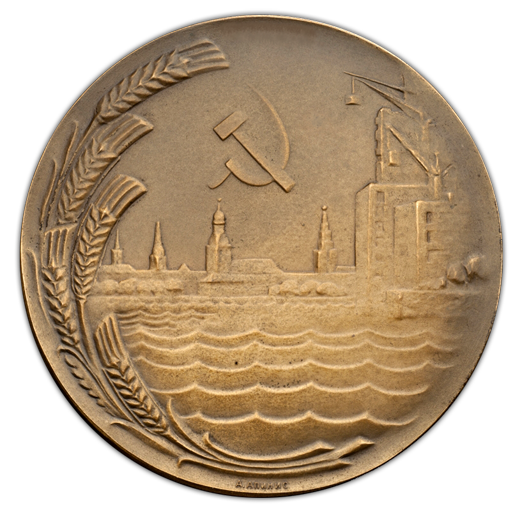
Медаль «25 лет
Советской Латвии».
Артур Апинис (1965)

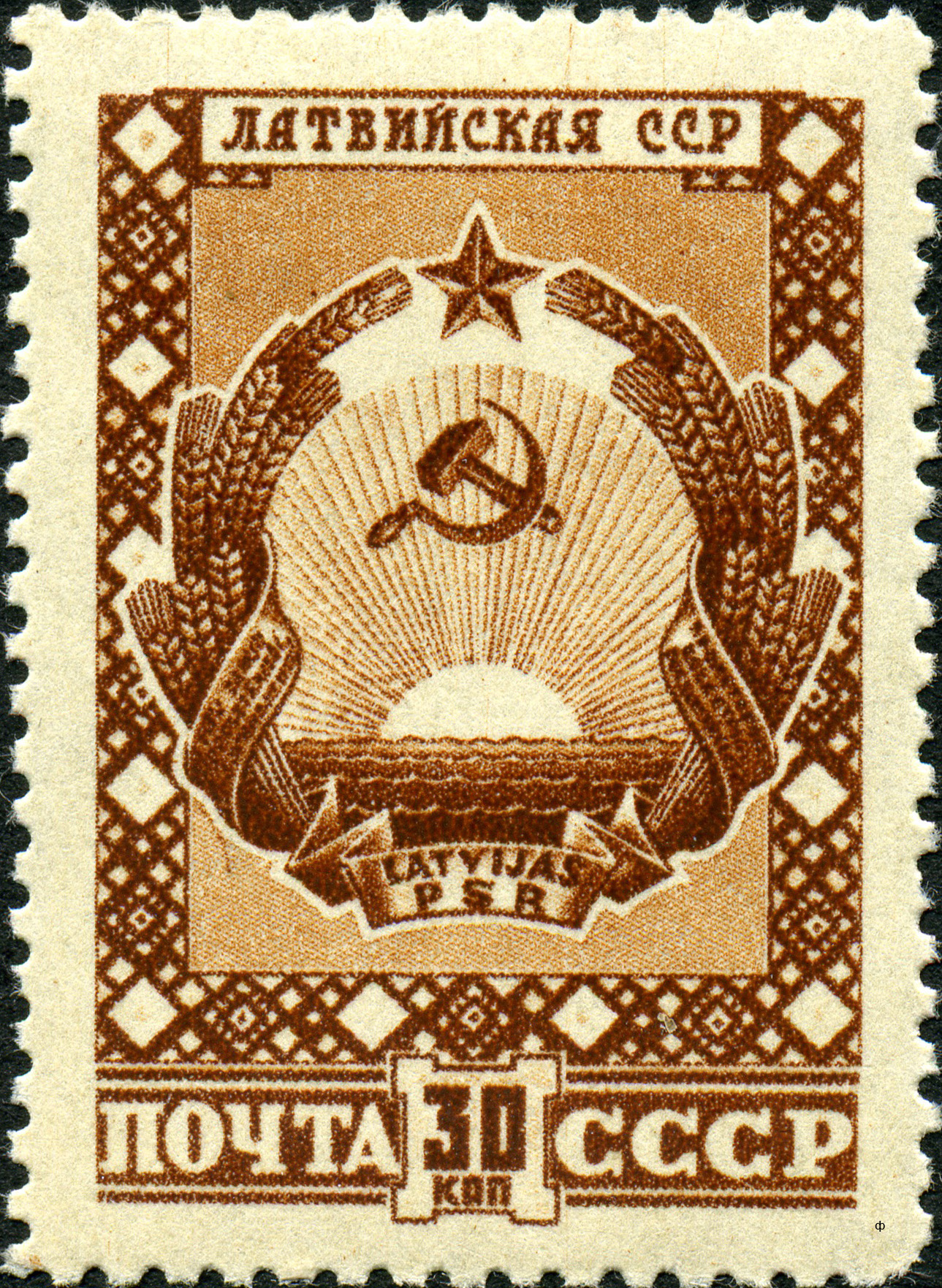
Почтовая марка, 1947 год. Художник Артур Апинис